# Me at the zoo
Me at the zoo (angl. Jaz v živalskem vrtu) je prvi videoposnetek, ki je bil naložen na spletno stran YouTube. V soboto, 23. aprila 2005, ob 20:27 ga je naložil soustanovitelj strani Jawed Karim z uporabniškim imenom "jawed". Britanski časopis The Observer je videoposnetek opisal kot nizkokvaliteten devetnajstsekundni video. Posnel ga je Yakov Lapitsky v živalskem vrtu San Diego, v njem pa nastopa Kerim, ki se nahaja pred območjem, v katerem bivajo sloni, in izraža svoje zanimanje za njihove "zelo zelo zelo dolge rilce".
| spletna stran | YouTube            |
| objavljeno    | 23. april 2005     |
| posnel        | Yakov Lapitsky     |
| objavil       | Yawed Karim        |
| trajanje      | 0:19               |
| kategorija    | filmi in animacije |

## Sprejem
The Observer je kakovost posnetka označil kot slabo. The Los Angeles Times pa je izpostavil, da je kot prvi videoposnetek, naložen na YouTube, odigral prelomno vlogo v temeljnih spremembah človeškega konzumiranja medijev ter pomagal pri usmeritvi v zlato dobo 60-sekundnih videoposnetkov. Do februarja 2015 je imel videoposnetek več kot 17,600.000 ogledov ter prejel 122.000 komentarjev.
Leta 2013 je bil opis videa spremenjen (spremenili so dve beležki), kot protest proti Googlu+.

## Zapis
Zvočni zapis videoposnetka:
Alright, so here we are in front of the, uh, elephants. Uh. The cool thing about these guys is that, is that they have really, really, really long, um, trunks, and that's, that's cool. And that's pretty much all there is to say.
Zvočni zapis videoposnetka, preveden v slovenščino:
V redu, torej tukaj smo pred, am, sloni. Am. Super stvar glede njih je, da, je, da imajo zelo, zelo, zelo dolge, am, rilce - in to je, to je super. In to je približno vse, kar je o tem povedati.
Youtube navaja zvočni zapis kot:
All right, so here we are in front of the elephants, the cool thing about these guys is that they have really, really, really long trunks, and that's, that's cool. And that's pretty much all there is to say.
Zvočni zapis kot ga navaja Youtube, preveden v slovenščino:
V redu, torej tukaj smo pred sloni. Super stvar glede njih je, da imajo zelo, zelo, zelo dolge rilce in to je super. In to je približno vse kar je o tem za povedati.